# Bevolking van Mexico
Mexico heeft 126 miljoen inwoners volgens de census van 2020. Dit maakt het het meest volkrijke Spaanssprekende land, en op Brazilië na het meest volkrijke land van Latijns-Amerika. Nadat Mexico in 2020 Japan net is voorbijgegaan qua inwonertal, zijn er op de wereld nog negen landen met meer inwoners dan Mexico.

## Demografische statistieken
Bevolkingsaantal: 126.014.024 (census 2020)
Leeftijdsopbouw:
- 0-14 jaar: 25,2% (man 16.084.833/vrouw 15.670.451)
- 15-64 jaar: 66,4% (man 40.506.343/vrouw 43.157.097)
- 65 jaar en ouder : 8,4% (man 4.882.214/vrouw 5.713.086) (census 2020)

Leeftijdsmediaan:
totaal: 29 jaar
Bevolkingsgroei: 1,2% (2010-2020)
- 1895 : 12 700 294
- 1900 : 13 607 259
- 1910 : 15 160 369
- 1921 : 14 334 780
- 1930 : 16 552 722
- 1940 : 19 653 552
- 1950 : 25 791 017
- 1960 : 34 923 129
- 1970 : 48 225 238
- 1980 : 66 846 833
- 1990 : 81 249 645
- 1995 : 91 158 290
- 2000 : 97 483 412
- 2005 : 103 263 388
- 2010: 112 336 538
- 2020: 126 014 024

Geboortecijfer: 16,6 geboortes/1000 inwoners(schatting 2020)
Sterftecijfer: 5,9 sterftes/1000 inwoners(schatting 2005)
Migratieoverschot: -4,57 migranten/1000 inwoners (schatting 2005)
Geslachtsverhoudingen:
bij geboorte 1,05 man/vrouw
onder de 15 jaar: 1,04 man/vrouw
15-64 jaar: 0,94 man/vrouw
65 jaar en ouder: 0,83 man/vrouw
totaal: 0,96 male(s)/female (schatting 2005)
Kindersterfte:
total: 20,91 doden/1000 levendgeborenen
man: 22,85 doden/1000 levendgeborenen
vrouw: 18,88 doden/1000 levendgeborenen (schatting 2005)
Levensverwachting bij geboorte:
gehele bevolking: 75,19 jaar
man: 72,42 jaar
vrouw: 78,1 jaar(schatting 2005)
Vruchtbaarheidscijfer: 2,1 kinderen/vrouw (census 2020)
Nationaliteit:
zelfstandig: Mexicaan, vr.: Mexicaanse, mv.:Mexicanen, vr. mv.:Mexicasen
bijvoeglijk: Mexicaans(e)
Bevolkingsgroepen:
- mesties (indiaans en Europees) 60%
- indiaans of overwegend indiaans 30%
- blank 9%
- overig 1%

Religies:
- rooms-katholicisme 89%
- protestantisme 6%
- overig 5%

Talen:
- Spaans (officieel) 90%
- Nahuatl 1,5%
- Yucateeks Maya 0,8%
- ong. 50 andere indiaanse talen

Geletterdheid (percentage van de bevolking ouder dan 15 dat kan lezen en schrijven)
totaal: 95.3% (census 2020)

## Bevolkingsspreiding
Ongeveer een zesde van de bevolking (22 miljoen) woont in de agglomeratie Mexico-Stad. Andere grote agglomeraties zijn Guadalajara en Monterrey. Mexico kent in totaal zeventien miljoenensteden: Mexico-Stad, Guadalajara, Ciudad Juárez, Puebla, Tijuana, Monterrey, León, Toluca, Querétaro, La Laguna, Mérida, San Luis Potosí, Aguascalientes, Mexicali, Saltillo, Cuernavaca en Culiacán.

## Indianen
10% tot 30% van de Mexicaanse bevolking is van indiaanse oorsprong. Het verschil tussen deze aantallen hangt af van de definitie. Volgens de Mexicaanse overheid is iemand indiaans wanneer hij een indiaanse taal als moedertaal heeft. Dit is zo'n 6.1% van de bevolking. Wanneer niet naar taal, maar naar afstamming wordt gekeken, is zo'n 30% van de bevolking indiaans. Ongeveer 10% van de Mexicanen met een indiaanse moedertaal, zo'n 1,2 miljoen mensen, is niet tweetalig. De staten met het hoogste percentage indiaanse bevolking zijn Yucatán (37,3%), Oaxaca (37,1%), Chiapas (24,6%) en Quintana Roo (23%). In Aguascalientes (0,2%), Coahuila (0,2%), Zacatecas (0,2%) en Nuevo León (0,5%) wonen nauwelijks indianen.
Bekende indianengroepen zijn de Nahua en Otomí in Centraal-Mexico, de Tarasken en Yaqui in het westen, de Mixteken, Zapoteken en Mazateken in het zuiden, verschillende Mayastammen in Yucatán en Chiapas en Tarahumara's, Huichol en Seri's in het noorden.

## Immigranten
Ongeveer 10% van de bevolking is etnisch gezien volledig niet-Mexicaans. Vermenging tussen immigranten onderling en tussen immigranten en de oorspronkelijke bevolking hebben bijgedragen aan de mestizering van Mexico.

### Spanjaarden
De Spanjaarden zijn uiteraard de eersten die naar Mexico zijn gekomen. Ze zijn dan ook de omvangrijkste immigrantengroep. De meeste Spanjaarden zijn tijdens de koloniale periode gekomen. In de twintigste eeuw is daar nog een groep bijgekomen, toen Mexico republikeinse vluchtelingen uit de Spaanse Burgeroorlog opnam.

### Basken
Een relatief groot deel van de immigranten uit Spanje waren Basken. Dezen zijn vaak nog te herkennen aan Baskische achternamen. Bekende Baskische Mexicanen zijn Luis Echeverría, Agustín de Iturbide, Sor Juana en Pedro Lascuráin.

### Arabieren
In de late negentiende en vroege twintigste eeuw zijn veel Arabieren naar Mexico geëmigreerd, de meeste uit Libanon. Bekende Arabische Mexicanen zijn Salma Hayek en Carlos Slim.

### Italianen
Italianen zijn voornamelijk gedurende het Porfiriaat in groten getale naar Mexico gekomen. In het stadje Chipilo in de staat Puebla wordt zelfs nog een variant van het Venetiaans gesproken. Bekende Italiaanse Mexicanen zijn Victoria Ruffo en Jared Borgetti.

### Duitsers
Duitse immigranten bevinden zich vooral in Mexico-Stad en in het noorden. In het noorden (Durango en Chihuahua) gaat het voornamelijk om religieuze groeperingen als mennonieten, die nog vormen van Laagduits spreken. Bekende Duitse Mexicanen zijn Jorge Hank Rhon, Eugenio Elorduy Walther en Francisco Labastida.

### Fransen
Fransen zijn voornamelijk gedurende het Tweede Mexicaanse Keizerrijk en het Porfiriaat naar Mexico gekomen. Bekende Franse Mexicanen zijn Miguel Miramón en José Yves Limantour.

### Oost-Europeanen
Ook Russen zijn voornamelijk afkomstig uit religieuze groeperingen. In Neder-Californië woont er bijvoorbeeld een groepering Molokans. Andere Oost-Europeanen (Polen, Joegoslaven) zijn voornamelijk in de nasleep van de beide wereldoorlogen gekomen. De bekendste Rus die naar Mexico is gevlucht, is wellicht Leon Trotski. Bekende Poolse Mexicanen zijn Ludwika Paleta en Elena Poniatowska.

### Grieken
Grieken bevinden zich met name in het westen van Mexico, in de staat Sinaloa.

### Joden
Mexico kent ongeveer 100.000 mensen die het joodse geloof aanhangen. Het aantal mensen met een Joodse achtergrond is echter beduidend hoger. Al tijdens de eerste decennia van de kolonisatie zijn Joden, meest Sefardisch, naar Mexico gevlucht om aan vervolging te ontkomen. Gedurende de twintigste eeuw kwamen daar Askenazische Joden bij. Een deel van de Mexicaanse Joden spreekt Ladino. Bekende Joodse Mexicanen zijn Jorge Castañeda, Frida Kahlo, Enrique Krauze en Marcos Moshinsky.

### Ieren
Opvallend veel Ieren zijn naar Mexico geëmigreerd. Velen deden dit na de grote hongersnood in de negentiende eeuw. Ze kwamen naar Mexico, omdat ze zich er vanwege het katholicisme cultureel mee verbonden voelden. Veel Ierse emigranten in Texas migreerden na de annexatie van deze staat door de V.S. naar Mexico, omdat ze niet in een protestants land wilden leven. Tijdens de Amerikaans-Mexicaanse Oorlog liep het Saint Patrick's Battalion zelfs over van Amerikaanse naar Mexicaanse zijde. Andere bekende Ierse Mexicanen zijn Álvaro Obregón, Anthony Quinn, Vicente Fox en Juan en Edmundo O'Gorman.

### Afrikanen
De meeste Afro-Mexicanen zijn oorspronkelijk als slaaf naar Mexico vervoerd. In de volkstelling van 2020 identificeerden 2,5 miljoen personen zich als afro-mexicaan of van afrikaanse afkomst. De meeste daarvan wonen in het zuiden van het land, met name aan de kust van Oaxaca en Guerrero en in de deelstaat Veracruz. Bekende Afro-Mexicanen zijn Kalimba Marichal, Vicente Guerrero en de stripfiguur Memín Pinguín.

### Aziaten
Aan het eind van de negentiende en het begin van de twintigste eeuw zijn veel migranten uit Oost-Azië naar Mexico gekomen. Het ging met name om migranten uit China en de Filipijnen (dit laatste land is evenals Mexico een kolonie van Spanje geweest). Aziatische Mexicanen wonen met name in het noordwesten, in Neder-Californië, Sonora en Sinaloa.

### Latijns-Amerikanen
De Mexicaanse regering heeft gedurende de twintigste eeuw veel politieke vluchtelingen uit Latijns-Amerika opgevangen. Het grootste aantal vluchtelingen is in de jaren 80 uit Centraal-Amerika gekomen, omdat er in veel landen aldaar burgeroorlogen of dictaturen waren. Bij de census van 2020 vormden personen uit Guatemala de grootste groep (56,810 personen) en personen uit Venezuela de op een na grootste (52,948).

### Noord-Amerikanen
In recente jaren zijn er veel immigranten uit de Verenigde Staten naar Mexico gekomen. Amerikanen (of Estadounidenses, Verenigdestaters, zoals ze in Mexico vaak genoemd worden) vormen zelfs de grootste groep eerste generatie immigranten. Tijdens de census van 2020 waren dit bijna 800,000 personen. Voor een deel gaat het hier om remigratie van Mexicaanse Amerikanen, maar een groter deel bestaat uit gepensioneerde Amerikanen die in Mexico een huis hebben gekocht op een idyllisch plekje. De meeste van deze Amerikaanse Mexicanen wonen in Quintana Roo, in Neder-Californië, in en om San Miguel de Allende en rond het Chapalameer.